# Pervert!
Pervert! è un film horror comico del 2005 diretto da Jonathan Yudis. È principalmente un omaggio ai film di Russ Meyer.

## Trama
Lo studente universitario James (Andrews) arriva da New Orleans in un ranch del deserto di proprietà di suo padre, Hezekiah (Sandeen) per dare una mano. Poco dopo essere arrivato, James viene colpito dalla moglie di Hezekiah, Cheryl (Carey), e inizia ad avere incubi. James e Cheryl vengono sorpresi da Hezekiah mentre fanno sesso, Cheryl e Hezekiah litigano, e la donna lascia il ranch quella notte. Hezekiah va in città e incontra un'altra donna, Alisha (Sally Jean), che si innamora rapidamente di James e poi scompare. Cheryl barcolla nello "studio" di Hezekiah (un laboratorio d'arte dove realizza sculture di corpi femminili a base di carne) e muore di fronte a James. Questi porta il cadavare a casa, dove trova suo padre che piange sul cadavere di Alisha.
James chiama una struttura di assistenza perché pensa che suo padre sia impazzito. Mandano un'infermiera, Patty (Clarke), che ammanetta Hezekiah al suo letto in modo che la prossima volta che qualcuno venga ucciso, possa essere escluso dal gruppo dei sospettati. Nei pochi giorni in cui si attende la prossima vittima, Patty e James decidono di passare il tempo facendo sesso. James rivela a Patty che è andato da uno stregone (Johnson) a New Orleans per aiutarlo ad attirare le donne ma è stato vittima di una magia: il suo pene può ora staccarsi dal suo corpo e uccidere le persone. Una storia a margine coinvolge un meccanico locale sessualmente confuso (Yudis, produttore e regista del film) e il suo probabile ritardo intenzionale nel riparare l'auto di James, per sedurlo.

## Distribuzione
Nella versione francese del DVD, un altro cortometraggio intitolato Bloody Current Exchange del regista francese Romain Basset è incluso come bonus nascosto. Il film fa parte del "Boobs and Blood Festival" nel settembre 2010 in California.